# Wyryki-Połód
Wyryki-Połód – wieś w Polsce położona w województwie lubelskim, w powiecie włodawskim, w gminie Wyryki.
W latach 1975–1998 miejscowość administracyjnie należała do województwa chełmskiego.
Miejscowość jest sołectwem, siedzibą gminy Wyryki
Wierni Kościoła rzymskokatolickiego należą do parafii św. Mikołaja w Lubieniu.